# تیوکسبری (نام خانوادگی)
تیوکسبری نام خانوادگی است که از شهر تیوکسبری در گلاسترشر گرفته شده‌است. افراد سرشناس با این نام خانوادگی عبارتند از:
- مارک تیوکسبری (زاده ۱۹۶۸)، شناگر کانادایی
- پیتر تیوکسبری (۱۹۲۳–۲۰۰۳)، فیلمساز آمریکایی
- والتر تیوکسبری (۱۸۷۶–۱۹۶۸)، ورزشکار آمریکایی